# Philereme undulataria
Philereme undulataria är en fjärilsart som beskrevs av Hüfnagel 1767. Philereme undulataria ingår i släktet Philereme och familjen mätare. Inga underarter finns listade i Catalogue of Life.